# Hop (микстейп)
Hop (кор. 合) — первый микстейп южнокорейского бой-бэнда Stray Kids, выпущенный лейблами JYP Entertainment и Republic Records 13 декабря 2024 года. Микстейп, описываемый как первая пластинка группы «SKZhop Hiptape», включает в себя песни «единственного нового жанра Stray Kids», а также выступление канадского рэпера Табло.
Участники продюсерского юнита 3Racha, Бан Чан, Чханбин и Хан в основном работали над альбомом вместе с Restart, Чхэ Ганхэ, Версахчоем, Space Primates, Чансом и Бэкбиром, Джоха и Хон Джисаном. Микстейп включил в себя песню «Walkin on Water» в качестве заглавного сингла, а также сольные песни участников, исполненные ими ранее во время их мирового тура «Dominate World Tour», в написании которых все они принимали участие.
В коммерческом плане микстейп возглавил чарты Венгрии, Португалии, Южной Кореи, США и Японии и был сертифицирован как двухмиллионный Корейской ассоциацией музыкального контента (KMCA) и золотой Американской ассоциацией звукозаписывающих компаний (RIAA) и Французским синдикатом звукозаписи (SNEP).

## Предпосылки
22 ноября 2023 года Stray Kids выпустили видеоклип песни «Megaverse» из своего восьмого мини-альбома Rock-Star, в конце первого неожиданно появляется канадский рэпер Табло; фанаты предположили, что группа готовится к сотрудничеству. 1 января следующего года группа загрузила в свои социальные сети видео «Step Out 2024», в котором рассказала о своих достижениях в прошлом году и планах на 2024 год, включая «один альбом и один специальный альбом». Этим «одним альбомом» стал их девятый мини-альбом Ate, выпущенный 19 июля. Для продвижения альбома Stray Kids отправились в мировой тур Dominate World Tour, начавшийся в августе, где состоялась премьера неизданных сольных песен каждого участника: «Hold My Hand» Хана, «Youth» Ли Ноу, «As We Are» Сынмина, «So Good» Хёнджина, «Railway» Бан Чана, «Hallucination» Ай Эна, «Unfair» Феликса и «Ultra» Чханбина.
15 ноября группа анонсировала «специальный альбом» Hop с помощью 24-секундного тизер-видео «logo splash», на котором изображены красные и синие светящиеся круглые объекты, сталкивающиеся и сливающиеся, создавая сильные волны над водой, которые выглядят как типографское сочетание «合» и «HOP». Лейбл JYP Entertainment описал «Hop» как первую работу альбома, продвигаемого как «SKZhop Hiptape» — сочетание инициалов группы «SKZ» и «хип-хоп» — который «содержит песни „единственного нового жанра Stray Kids“, который не был официально определён». Название представляет собой игру слов между «Hop» из хип-хоп музыки и «合» (с кор. — «единство») из Ханчи, означающее «все участники Stray Kids собрались вместе для завершения песен», которые оба произносятся как «хап» (합) на корейском.

## Выпуск и продвижение
Hop был выпущен 13 декабря 2024 года. Предварительные заказы на микстейп начались 15 ноября, он будет доступен в трёх версиях: Hiptape (лимитированное издание), SKZhop и Accordion (стандартные издания). На следующий день Stray Kids выложили промоматериал микстейпа, на котором были изображены традиционные корейские элементы, такие как дверь ханок и красный и синий цвета тэгёка. 19 ноября группа представила цифровую обложку и список композиций, последний подтвердил, что «Walkin on Water» является заглавным синглом микстейпа, а также включил совместную работу с Табло «U» и сольные песни участников, ранее исполненные ими на Dominate World Tour. Stray Kids представили фрагменты песен из Hop через серию «Unveil: Track», начиная с сольных композиций каждого участника, а также трек «U» через Instagram Reels и видео с мэшапом из синглов «Walkin on Water», «Bounce Back» и «U».
Были выложены три набора тизерных изображений, выражающих смешение и сочетание традиционной корейской и современной хип-хоп культур. На первом, снятом в ханоке, изображены отдельные участники в одежде в стиле хип-хоп с традиционным корейским реквизитом (хромовая маска, чангу, ручной веер, кат и т. д.) и современным реквизитом, символизирующим хип-хоп (бумбокс, колонки и т. д.), а группа демонстрирует реинтерпретацию традиционной странствующей труппы намсадан. На втором участники группы одеты в костюмы, напоминающие хип-хоп 1990-х и 2000-х годов, и позируют на красном, синем или чёрном фоне, а на белом полу нарисована каллиграфия в корейском стиле. На третьем участники группы одеты в белые костюмы с серебристыми аксессуарами, луками и стрелами, контрастирующие с фоном ханок.
За день до выпуска, группа раскрыла закулисье производства микстейпа через видео Intro «Hop», а также выложила дневниковый пост-релизный промо-маршрут. В день релиза Stray Kids провели живое мероприятие под названием «SKZhop Hipclub» через YouTube, направленное на представление микстейпа и связь со своей фанбазой. Премьера сопровождающего музыкального видеоклипа заглавного сингла «Walkin on Water» состоялась 13 декабря, одновременно с выпуском Hop; клипы на сольные песни участников выложены в рамках серии SKZ-Player в течение декабря. С 14 по 22 декабря в магазине Хвигюмджае, расположенном в деревне Пукчхон Ханок, откроется поп-ап магазин, где будет продаваться микстейп и ограниченный ассортимент товаров. Несмотря на отсутствие промоушена в музыкальных телепрограмм, некоторые участники появились на некоторых веб-шоу, такие как «Gym Jong Kook», «Public TV Dumbass», «BuzzFeed», «Met Through Dance» и «Lean on Me». Компания Roblox Corporation сотрудничала с Stray Kids для создания специальных предметов в игре Roblox.

## Коммерческий успех
Hanteo сообщил, что Hop был продан в количестве 1,42 миллиона копий в первый день выпуска и 1,44 миллиона за третью неделю декабря 2024 года (с 9 по 15 декабря 2024 года). Микстейп дебютировал на первой позиции в альбомном чарте Circle Album Chart за неделю с 8 по 14 декабря 2024 года, продав 1 989 508 копий, из которых 1 853 071 — компакт-диски и 136 437 — издания «Nemo», и занимала первое место в течение двух недель подряд. 6 февраля 2025 года Корейская ассоциация музыкального контента (KMCA) присвоила альбому двухмиллионный сертификат. В Японии микстейп занимал первое место в чарте Oricon Album Chart за неделю 13 января 2025 года.
В США Hop также дебютировал на первой позиции в Billboard 200, сделав Stray Kids первыми артистами и первой группой, чьи первые шесть альбомов возглавляли сразу американский альбомный чарт за его всю историю. Кроме того, группа с шестью возглавляющими альбомами приравнялись с другими группами BTS, Linkin Park и Dave Matthews Band. За первую неделю микстейп разошелся тиражом 187 тысячи эквивалентных альбому единиц, заработав 176 тысяч копий (171 тысяч физических и 5 тысяч цифровых), 10 тысяч эквивалентных потоковой трансляции (14,83 миллиона потоков по требованию) и одну тысячи эквивалентных треку единиц. Кроме того, микстейп также стал 27-м неанглийским альбомом и четвёртым в 2024 году, возглавлявшим чарт, после With You-th гёрл-группы Twice, Ate бой-бэнда Stray Kids и Golden Hour: Part.2 группы Ateez. Hop также возглавлял чарты Top Album Sales и Top Current Album Sales в течение трёх недель подряд и World Albums в течение четырёх недель подряд. Американская ассоциация звукозаписывающих компаний (RIAA) сертифицировала микстейп как золотой за достижения тирада более 500 тысяч копий, что сделало Stray Kids первой K-pop-группой, чьи пять альбомов были сертифицированы как золотые в США.

## Список композиций
| №                   | Название                                              | Текст песни                     | Музыка                                               | Аранжировка               | Длительность |
| ------------------- | ----------------------------------------------------- | ------------------------------- | ---------------------------------------------------- | ------------------------- | ------------ |
| 1.                  | «Walkin on Water»                                     | Бан Чан Чханбин Хан             | Бан Чан Чханбин Хан Restart Чхэ Ганхэ                | Restart Чхэ Ганхэ Бан Чан | 2:28         |
| 2.                  | «Bounce Back»                                         | Хан Бан Чан                     | Хан Бан Чан Версачхой                                | Бан Чан Версачхой         | 3:03         |
| 3.                  | «U» (с участием Табло)                                | Бан Чан Чханбин Хан Табло JBach | Бан Чан Чханбин Хан JBach Марк Сибли Натан Каннингем | Space Primates Бан Чан    | 2:43         |
| 4.                  | «Walkin on Water» (хип-версия)                        | Бан Чан Чханбин Хан             | Бан Чан Чханбин Хан Han Restart Чхэ Ганхэ            | Restart Чхэ Ганхэ Бан Чан | 2:55         |
| 5.                  | «Railway» (соло Бан Чана)                             | Бан Чан                         | Бан Чан Версачхой                                    | Версачхой Бан Чан         | 2:53         |
| 6.                  | «Unfair» (соло Феликса)                               | Феликс                          | Феликс Версачхой                                     | Версачхой                 | 2:48         |
| 7.                  | «Hallucination» (соло Ай Эна)                         | Чханбин Ай Эн Restart           | Чханбин Ай Эн Restart Чхэ Ганхэ                      | Restart Чхэ Ганхэ         | 2:43         |
| 8.                  | «Youth» (соло Ли Ноу)                                 | Дэнк Пан Хехён Ли Ноу           | Чанс Бэкбер Келотрон                                 | Чанс Бэкбер               | 2:40         |
| 9.                  | «So Good» (соло Хёнджина)                             | Хёнджин                         | Хёнджин Джоха                                        | Джоха                     | 2:48         |
| 10.                 | «Ultra» (соло Чханбина)                               | Чханбин                         | Чханбин Restart Чхэ Ганхэ                            | Restart Чхэ Ганхэ         | 2:27         |
| 11.                 | «Hold My Hand» (соло Хана)                            | Хан                             | Хан Вендорс                                          | Вендорс                   | 2:59         |
| 12.                 | «As We Are» (кор. 그렇게, 천천히, 우리; соло Сынмина) | Сынмин Хон Джисан               | Сынмин Хон Джисан                                    | Хон Джисан                | 3:33         |
| Общая длительность: | Общая длительность:                                   | Общая длительность:             | Общая длительность:                                  | Общая длительность:       | 34:00        |

## Чарты
| Чарт (2024—2025)                      | Высшая позиция |
| ------------------------------------- | -------------- |
| Австралия (ARIA)                      | 4              |
| Австрия (Ö3 Austria)                  | 7              |
| Бельгия/Валлония (Ultratop)           | 3              |
| Бельгия/Фландрия (Ultratop)           | 3              |
| Великобритания (UK Albums Chart)      | 91             |
| Венгрия (MAHASZ)                      | 1              |
| Германия (Offizielle Top 100)         | 3              |
| Греция (IFPI)                         | 5              |
| Дания (Hitlisten)                     | 22             |
| Испания (PROMUSICAE)                  | 9              |
| Италия (FIMI)                         | 13             |
| Канада (Canadian Albums Chart)        | 62             |
| Литва (AGATA)                         | 17             |
| Нидерланды (Album Top 100)            | 35             |
| Новая Зеландия (RMNZ)                 | 20             |
| Португалия (AFP)                      | 1              |
| Республика Корея (Circle Album Chart) | 1              |
| США (Billboard 200)                   | 1              |
| США (Billboard World Albums)          | 1              |
| Финляндия (Suomen virallinen lista)   | 28             |
| Франция (SNEP)                        | 3              |
| Хорватия (HDU)                        | 4              |
| Швейцария (Schweizer Hitparade)       | 2              |
| Швеция (Sverigetopplistan)            | 42             |
| Япония (Billboard Japan Hot Albums)   | 8              |
| Япония (Oricon Combined Albums)       | 1              |
| Япония (Oricon)                       | 1              |

| Чарт (2024)               | Высшая позиция |
| ------------------------- | -------------- |
| Республика Корея (Circle) | 1              |
| Япония (Oricon)           | 5              |

| Чарт (2024)               | Высшая позиция |
| ------------------------- | -------------- |
| Мир (IFPI)                | 6              |
| Португалия (AFP)          | 123            |
| Республика Корея (Circle) | 6              |
| Франция (SNEP)            | 188            |

## Сертификации
| Регион | Сертификация  | Продажи    |
| --- | ------------- | ---------- |
| Республика Корея (KMCA) | 2× Миллионный | 2 000 000^ |
| США (RIAA) | Золотой       | 500 000    |
| Франция (SNEP) | Золотой       | 50 000     |
| Итого |               |            |
| Мир (IFPI) | —             | 1 800 000  |
| ^ Данные о тиражах приведены только на основе сертификации. · Данные о продажах + прослушиваниях приведены только на основе сертификации. |               |            |